# Gabriele Muccino
Gabriele Muccino, född 20 maj 1967 i Rom, är en italiensk filmregissör och manusförfattare.

## Filmografi
- 1998 – Ecco fatto
- 1999 – Come te nessuno mai
- 2001 – The Last Kiss
- 2003 – Ricordati di me
- 2006 – Jakten på lycka
- 2008 – Seven Pounds
- 2010 – Baciami ancora
- 2012 – Quello che so sull'amore
- 2015 – Padri e figlie
- 2016 – L'estate addosso
- 2018 – A casa tutti bene
- 2020 – Gli anni più belli

### Manusförfattare
- 1998 – Ecco fatto
- 1999 – Come te nessuno mai
- 2001 – L'ultimo bacio
- 2003 – Ricordati di me
- 2006 – The Last Kiss
- 2008 – Sette anime
- 2010 – Baciami ancora
- 2015 – Padri e figlie
- 2016 – L'estate addosso
- 2018 – A casa tutti bene
- 2020 – Gli anni più belli